# مايك بيركنز
مايك بيركنز (بالإنجليزية: Mike Perkins)‏ هو رسام توضيحي بريطاني، ولد في 20 نوفمبر 1969.

## وصلات خارجية
- الموقع الرسمي